# Митинський метроміст
55°49′47″ пн. ш. 37°23′06″ сх. д. / 55.829722222222° пн. ш. 37.385° сх. д.
Ми́тинський (М'якінінський) метроміст (рос. Митинский/Мякининский метромост) — метроміст через Москву-ріку на перегоні «Волоколамська» — «М'якініно» Арбатсько-Покровської лінії Московського метрополітену. Побудовано в 2009 році.

## Конструкція

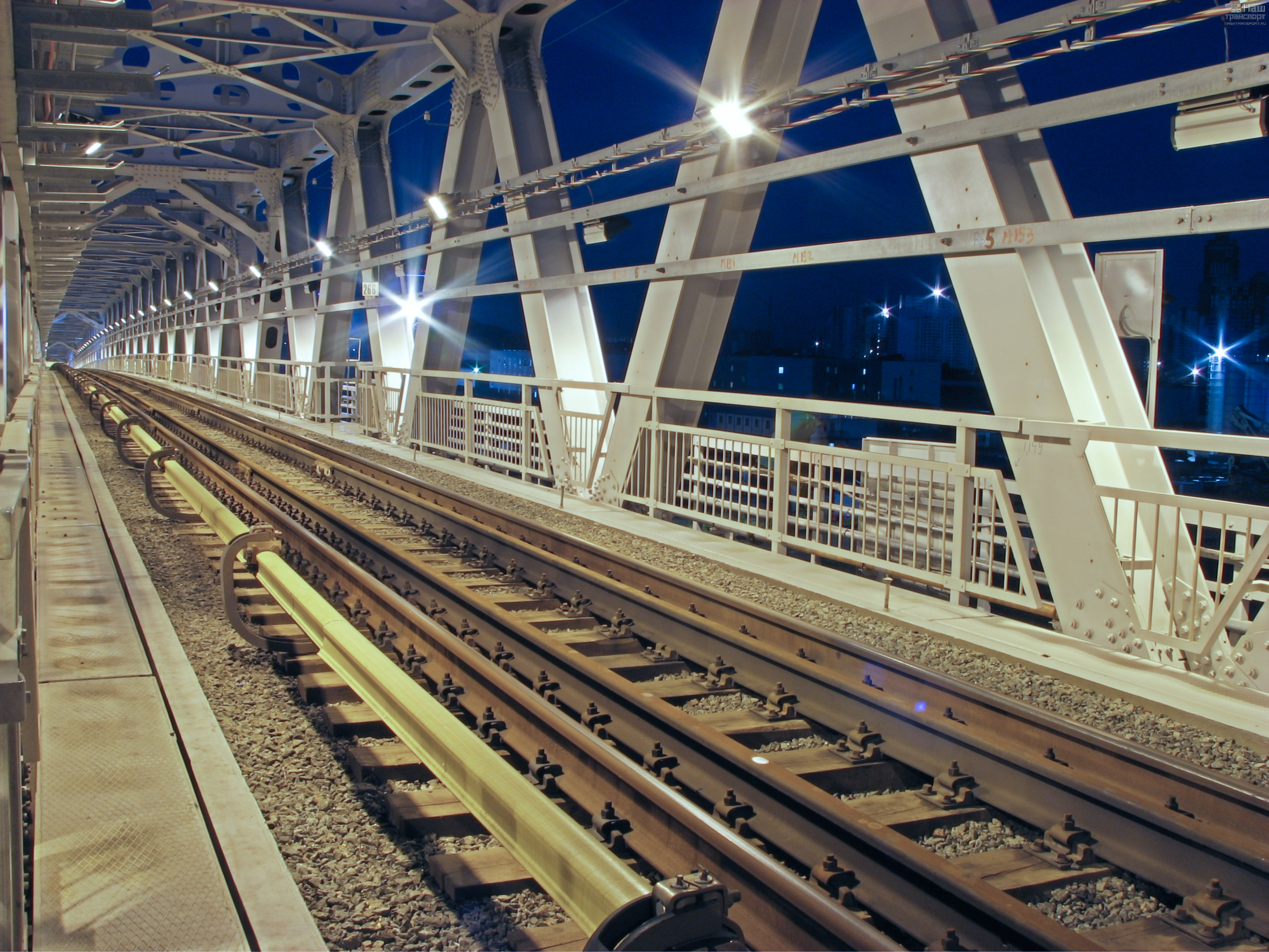
Митінський метроміст (вид з середини)

Генеральним проектувальником метромосту є ВАТ «Метрогіпротранс», тримальна конструкція розроблена компанією «Гіпростроймост», конструкція оболонки — компанією «Інтертрансстрой». Підрядник з будівництва моста — МТФ «Мостозагін-4» ВАТ «Мостотрест».
Загальна довжина мостового переходу — 439 м, з них над водою — 136 м. Ширина моста — 17,4 м. Висота підмостового габариту судноплавного прольоту моста (згідно з навігаційним знаком) — 14,5 м.
Міст побудований з металоконструкцій, при його будівництві використані три залізобетонні опори, зведені в 1990-х роках.
Для забезпечення нормального температурно-вологісного режиму на станціях «Волоколамська» і «М'якініно» та захисту колій від атмосферних опадів новий міст планувалося зробити критим. Оболонку моста передбачалося виконати з алюмінію і скла, проте для здешевлення будівництва ніякими матеріалами тримальні металоконструкції оброблені не були.

## Ресурси Інтернету
- Метроміст на сайті «ВАТ Метрогіпротранс» [Архівовано 3 лютого 2014 у Wayback Machine.] (рос.)
- Метроміст у Метроблозі [Архівовано 2 лютого 2014 у Wayback Machine.] (рос.)

1. ↑  http://www.rian.ru/moscow/20091007/187864472.html
2. ↑  https://riarealty.ru/news_infrastructure/20091210/68039.html